# 맥로버트슨 밀러 항공
맥로버트슨 밀러 항공(영어: MacRobertson Miller Airlines)은 과거 오스트레일리아 웨스턴오스트레일리아주에 존재했던 국내선 항공사였다.
1927년에 오스트레일리아의 비행기 조종사였던 호리 밀러가 초콜릿 백만장자였던 맥퍼슨 로버트슨의 후원을 계기로 설립되었으며 항공사 이름 또한 여기서 유래된 이름이다. 애들레이드와 브로큰힐에서 처음으로 운영을 시작했고 1934년에는 웨스턴오스트레일리아주 북서부, 노던 준주의 항공 서비스에 관한 오스트레일리아 연방 정부와의 계약을 체결하면서 본사를 퍼스로 이전하게 된다.
광대한 면적을 가진 웨스턴오스트레일리아주에서 고난을 극복하고 장거리 운항에 대처한 것으로 유명했으며 1963년 4월 19일에는 앤셋 트랜스포트 인더스트리스(Ansett Transport Industries)의 자회사로 편입되었다. 1993년에 앤셋 오스트레일리아에 합병되면서 소멸되었다.